# عواقب حرب جزر فوكلاند

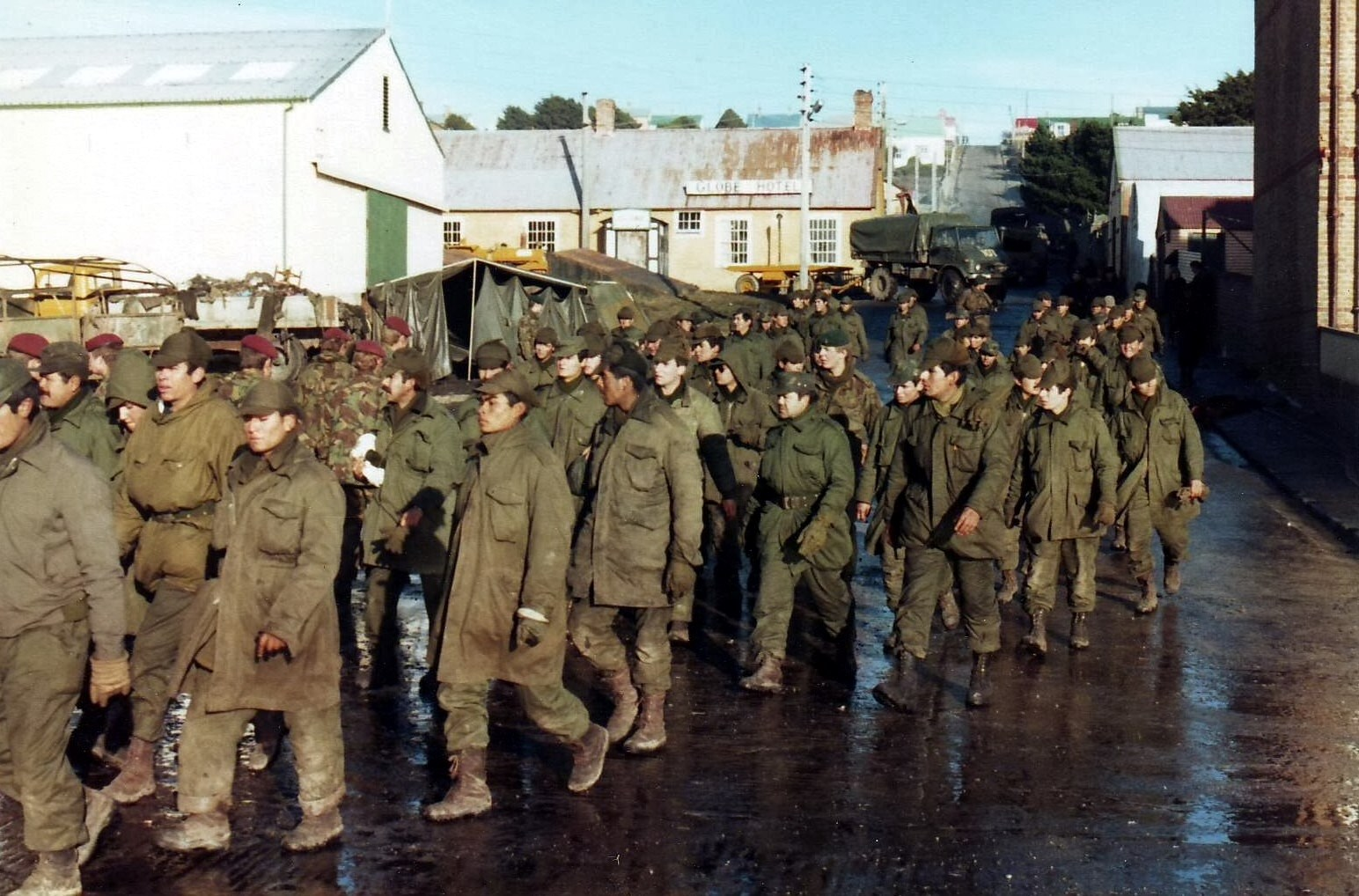
أسرى الحرب الأرجنتينيون في بورت ستانلي.

تركت عواقب حرب فوكلاند عام 1982 بين المملكة المتحدة والأرجنتين تأثيرًا على الجيوسياسية العالمية والثقافة السياسة المحلية في البلدين، وغيرت التفكير العسكري والعلاج الطبي وحياة من شاركوا مباشرةً في الحرب.

## العواقب السياسية
لم تُسترجع العلاقات السياسية بين المملكة المتحدة والأرجنتين حتى عام 1989 بعد اعتمادهما صيغةً تضع قضية السيادة على جزر فوكلاند جانبًا (مبادرة مظلة السيادة) وتأسيسهما إطارًا شمل المزيد من المحادثات في قضايا تمثل مصالح مشتركةً للطرفين.

### الأرجنتين
أدت خسارة الأرجنتين للحرب إلى احتجاجات ضخمة ضد حكم جالتييري يعود إليها الفضل في منح الدفعة الأخيرة للخروج من ظل المجلس العسكري الذي أطاح بإيزابيلا مارتينيز دي بيرون عام 1976 وارتكب جرائم الحرب القذرة.
أُجبر جالتييري على الاستقالة، وعُقدت الانتخابات في 30 أكتوبر عام 1983 ليستلم مرشح حزب الاتحاد المدني الراديكالي (يو آر سي) راؤول ألفونسين زمام الحكم في العاشر من ديسمبر من عام 1983 مطيحًا بمرشح الحزب العدلي (حركة العدالة الاجتماعية أو «البيرونية») إيتالو لودر.
أدت الكارثة إلى تدخل الجيش الأرجنتيني عدة مرات في الأمور السياسية منذ ثلاثينيات القرن العشرين والهيمنة الانتخابية البيرونية منذ عام 1945، وفي عام 2009، صادقت السلطات الأرجنتينية في مدينة كومودورو ريفادافيا على قرار اتخذته سلطات ريو غراندي، تييرا ديل فويغو (التي تملك السيادة على جزرها وفقًا للأرجنتين). ينص القرار على تجريم 70 ضابطًا وعريفًا تعاملوا بشكل غير إنساني مع المجندين الإجباريين خلال الحرب.
أبلغ بابلو فاسيل وكيل وزارة حقوق الإنسان في محافظة كورينتس وكالة إنتر بريس سيرفس الإخبارية بأن «لدينا شهادة من 23 شخصًا تخص أحد الجنود الذي قُتل برصاص عريف، وأربعة مقاتلين سابقين جُوعوا حتى الموت، و15 حالةً على الأقل من الرقابة على المجندين في أرض المعركة».
ظهرت ادعاءات باستخدام شهادات مزورة لاتهام الضباط وصف الضباط الأرجنتينيين بهذه الجرائم، واضطر فاسيل إلى التخلي عن منصبه وكيلًا لوزارة حقوق الإنسان في كورينتس عام 2010.

### جزر فوكلاند
بقيت جزر فوكلاند مقاطعات بريطانية ما وراء البحار ذاتية الحكم، لكن بعد فترة قصيرة من الحرب منح قانون الجنسية البريطانية في جزر فوكلاند عام 1983 سكان الجزيرة الجنسية البريطانية (لتستبدل جنسية المقاطعات البريطانية المستقلة) مقويةً الرابط بين سكان الجزر والمملكة المتحدة.
استفاد الاقتصاد أيضًا بشكل غير مباشر من استثمارات الجيش البريطاني، ومباشرةً من تطور المزارع السمكية، وأصبح ارتباط مستقبل سكان جزر فوكلاند مع بريطانيا أكثر قوةً نتيجة الحرب، وبقيت الجزر ملتزمة بتقرير المصير والسيادة البريطانية.
شملت الوفيات المدنية في الحرب ثلاث نساء فقط قتلوا جراء قذيفة أطلقتها البحرية الأمريكية على المنزل الذي التجؤوا إليه خلال القصف البحري للأهداف العسكرية ضمن ستانلي.

### المملكة المتحدة
بالنسبة للمملكة المتحدة، كلفت الحرب 258 رجلًا وست سفن (عانت عشر أخرى من درجات مختلفة من أضرار المعركة) و34 طائرةً و2.778 مليار باوند (9.255 مليار باوند في 2018)، لكن الحملة اعتبرت نصرًا كبيرًا لها.
شهدت الأشهر التالية للحرب ارتفاعًا في شعبية حكومة حزب المحافظين عزاه البعض إلى عواقب الحرب واقترح آخرون أنه ناجم عن زيادة التفاؤل الاقتصادي، إذ رفعت الحرب الإنتاجية بنسبة 3%. وعلى جانب آخر، سببت الحرب استقالة عدة أعضاء من الحكومة من ضمنهم بيتر كارنتزن وزير الخارجية، وهي آخر مرة استقال فيها أحد أعضاء الحكومة على العلن ردًا على فشل وزارته (في عدم توقع الحرب).
وُجهت انتقادات مماثلة إلى تيد رولاندس وزير الخارجية الصغير السابق في الحكومة السابقة الذي كشف للبرلمان في أبريل 1982 عن خرق بريطانيا للشيفرات الدبلوماسية الأرجنتينية، إذ استخدمت ذات آلات الشيفرات التي يعتمدها الجيش الأرجنتيني. أدى كشف هذه المعلومات إلى حرمان بريطانيا من الوصول المباشر إلى معلومات عسكرية قيمة. زعم المؤرخ هيو بيتشينو أن ما سبق مع الاستجابات الأخرى للقضايا البرلمانية وتسريب المعلومات إلى شبكة بي بي سي الإعلامية كان محاولةً متعمدةً لتقويض حكومة تاتشر لصالح مجموعة من الأفراد الذين كان لهم مصلحة في سقوطها.ظهر بعض الجدل حول دقة الادعاءات التي تخص تيد رولاند. أشار مارك يوربان في كتابه «عيون المملكة المتحدة ألفا» إلى شخصية ارتبطت ارتباطًا وثيقًا مع عمل مكاتب الاتصالات الحكومية البريطانية اقترحت أن تعليق رولاند لم يملك تأثيرًا ملحوظًا.
في النهاية، دعمت نهاية الحرب الناجحة الشعور الوطني البريطاني، وتشربت الهوية الوطنية بما يُسمى «العامل الفوكلاندي».
منذ فشل حملة السويس عام 1956 ونهاية الإمبراطورية البريطانية والتدهور الاقتصادي في سبعينيات القرن العشرين الذي تعاظم في «شتاء الاستياء»، هيمن القلق على بريطانيا بسبب اهتزاز دورها وحالتها العامة وقدرتها على الصعيد الدولي. عادت ثاتشر لاستلام السلطة مع الانتصار في الحرب وازياد غالبيتها البرلمانية مع شعورها بالقدرة على المضي قدمًا بالتعديلات الاقتصادية الثاتشرية.
كانت إعادة تأكيد العلاقات الخاصة بين الولايات المتحدة والمملكة إحدى التأثيرات الكبرى الأخرى للحرب، إذ نال كل من رونالد ريغان كاسبار واينبرغر (وزير دفاعه) لقب قائد الفرسان من رتب الإمبراطورية البريطانية لمساعدتهما في الحملة، لكن النتيجة الأوضح كانت الانزياح المشترك لبريطانيا والولايات المتحدة إلى سياسة خارجية عدوانية ضد الكتلة السوفييتية، وهي مرحلة تُعرف أحيانًا بالحرب الباردة الثانية.
في عام 2007، عبرت الحكومة البريطانية عن ندمها على الوفيات الحاصلة في الحرب لكلا الجانبين، وصرحت مارغريت ثاتشر أنه «خلال النضال ضد الشر يمكننا جميعًا أن نستمد الأمل والقوة من انتصار فوكلاند»، بينما ادعى الرئيس نيستور كيرشنير وهو على رأس عمله أن المملكة المتحدة حققت انتصارًا استعماريًا، وتعهد أن تعود الجزر يومًا ما إلى السيادة الأرجنتينية مؤكدًا أن القوة لا يمكن أن تستخدم ثانيةً في محاولة تحقيق ذلك.

### الولايات المتحدة وأمريكا اللاتينية
تضررت سمعة الولايات المتحدة في أجزاء من أمريكا اللاتينية بسبب معرفتهم أنها خرقت معاهدة ريو (معاهدة بين الأمريكيتين لتبادل العون «تي آي إيه آر») عبر تزويد المملكة المتحدة بمساعدات عسكرية.
في سبتمبر 2001 نوه الرئيس السابق للمكسيك فيسينتي فوكس أن حرب فوكلاند كانت إثباتًا لفشل معاهدة تي آي إيه آر.
وفيما يخص توجه حكومات أمريكا اللاتينية، قدم العالم كالفي هولستي نظرةً أخرى لمعضلة أمريكا الجنوبية: «بينما دعمت حكومات أمريكا الجنوبية عمومًا (عدا تشيلي) الأرجنتين في صراعها مع بريطانيا العظمى، سعدت حكومات كثيرة منها سرًا بنتائج الحرب، إذ كانت عدوانية الأرجنتين ضد تشيلي فيما يخص مشكلة قناة بيغل وتدخلها الأجنبي في بوليفيا ونيكاراغوا ومذاهبها الجيوسياسية المطروحة التي ظهرت في البلدان الأخرى مصدر خطر لهم».
وفقًا لديفيد آر. مارس، «حذر المحللون العسكريون البرازيليون من المشاكل التي قد تنجم عن تحول الأرجنتين إلى جار ناجح عدواني». أما بالنسبة لتشيلي، فقد دخلت مع الأرجنتين في نزاع إقليمي طويل الأمد على جزر كايب هورن، وتجنبت الغزو العسكري الأرجنتيني المخطط نتيجة الحرب، وجعلت بالإمكان توقيع معاهدة السلام والصداقة لعام 1984 بين تشيلي والأرجنتين.

### زيارة البابا يوحنا بولس الثاني
في مايو من عام 1982، انطلق البابا يوحنا بولس الثاني في زيارة مجدولة منذ فترة طويلة إلى المملكة المتحدة، وأجرى رحلة غير مخططة إلى الأرجنتين لموازنة الأمور نظرًا للأزمة الحاصلة بين البلدين.
زُعم أن وجود البابا وخطاباته جهزت الأرجنتينيين روحيًا للهزيمة المحتملة، وهذا يناقض البروباغندا التي أطلقها المجلس العسكري. عاد البابا إلى الأرجنتين عام 1987 بعد عودة الحكومة الديمقراطية إلى السلطة.